# Тервогт, Йоханнес
Йоханнес Хестер Ламбертус Тервогт (нидерл. Johannes Hester Lambertus Terwogt; 18 мая 1878, Oude Wetering, Южная Голландия — 22 января 1977, Амстердам) — нидерландский гребец, серебряный призёр летних Олимпийских игр 1900.
На Играх Тервогт входил в состав команды четвёрок. Сначала он выиграл полуфинал с результатом 6:02,0, а затем занял второе место в одном из финалов, пройдя дистанцию за 6:03,0 и выиграв серебряную медаль.